# دونالد أ. سوان
دونالد أ. سوان (بالإنجليزية: Donald A. Swan)‏ هو عالم إنسان أمريكي، ولد في 28 مارس 1935، وتوفي في 1981.